# احمد عبدالعزیز

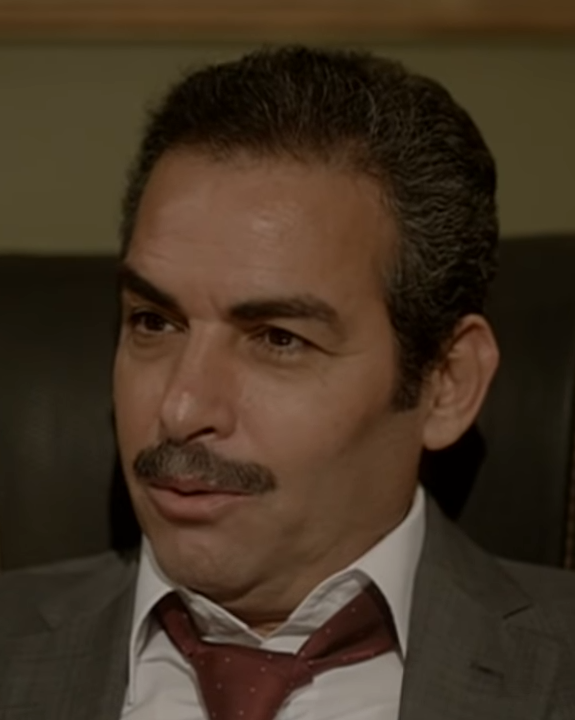

احمد عبدالعزیز (زاده ۳۰ دسامبر ۱۹۵۵)، بازیگر مصری. او به خاطر کارهای نمایشی تلویزیونی و نقش‌های تاثیرگذارش در تاریخ نمایش مصری شهرت دارد و یکی از برجسته‌ترین نمایندگان تلویزیون مصر به‌شمار می‌رود. او در زمینه کارگردانی نیز فعالیت می‌کند و اکنون مدیرکل تئاتر ملی مصر است.